# Berliner FC Fortuna 1894

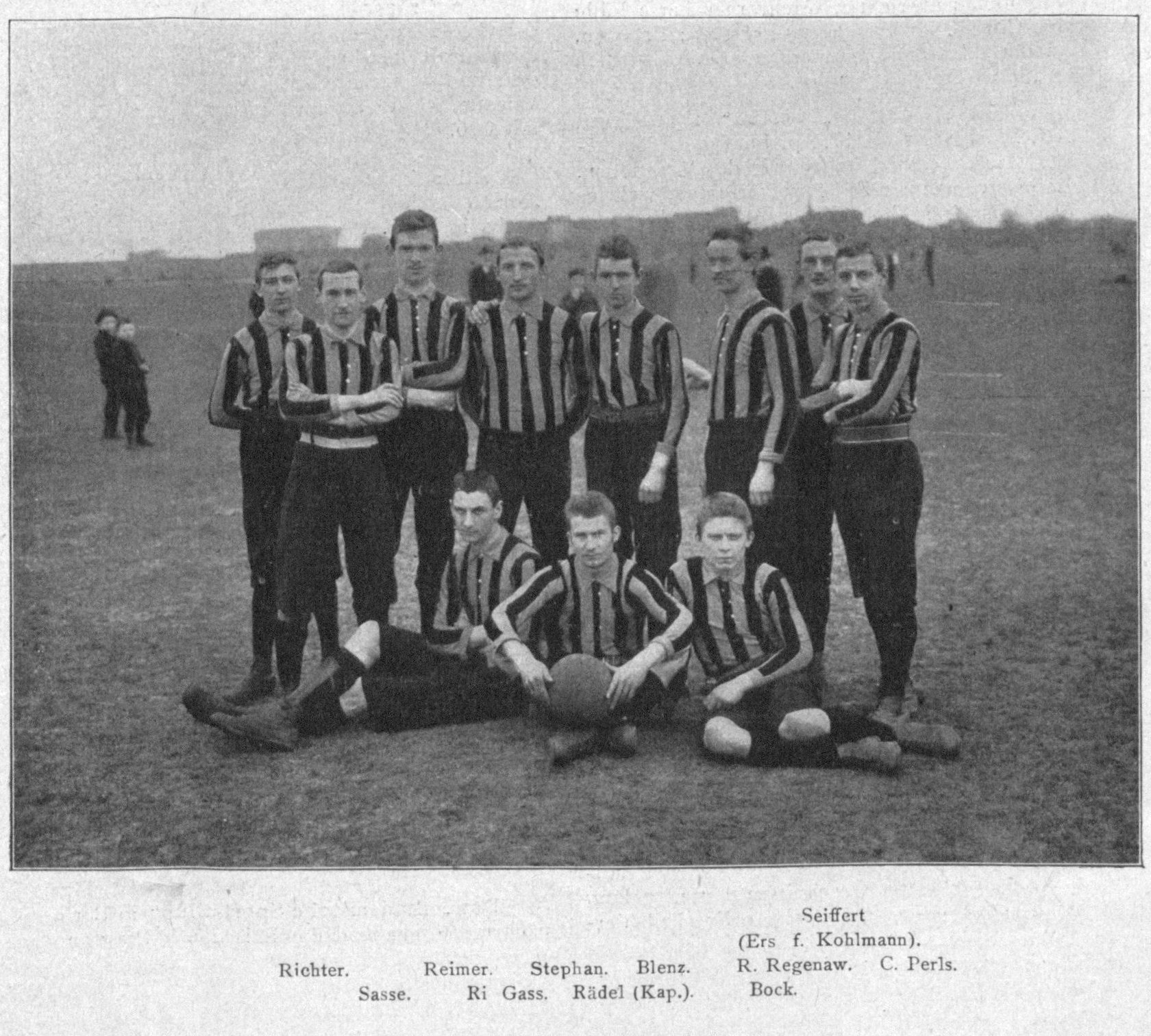
BFC Fortuna (1898)

Berliner FC Fortuna 1894 was een Duitse voetbalclub uit de hoofdstad Berlijn. In 1914 fusioneerde de club met BTuFC Britannia 92 en werd zo Berliner SV 92.

## Geschiedenis
De club werd opgericht op 1 november uit de restanten van Semnonia Berlin en Berliner FC Hercynia, die er beiden niet in geslaagd waren om een volwaardige voetbalclub te worden. In 1897 speelde de club in de competitie van de Berlijnse voetbalbond. Daar speelde de club tot 1904 toen ze degradeerden. In 1900 was de club een van de stichtende clubs van de Duitse voetbalbond.
In 1914 fusioneerde de club dan met topclub Britannia 92 dat de naam moest veranderen in Berliner SV 92 omdat Groot-Brittannië de tegenstander was in de Eerste Wereldoorlog.